# Gasterophilus inermis
Gasterophilus inermis är en tvåvingeart som först beskrevs av Brauer 1858.  Gasterophilus inermis ingår i släktet Gasterophilus och familjen styngflugor.
Artens utbredningsområde är Illinois. Inga underarter finns listade i Catalogue of Life.